# United Passions : La Légende du football
Pour plus de détails, voir Fiche technique et Distribution.
United Passions : La Légende du football est un film français réalisé par Frédéric Auburtin, sorti en France directement en DVD en juillet 2014 et retraçant l'histoire de la FIFA à travers trois de ses présidents emblématiques. Produit pour l'essentiel par la FIFA, il a été distribué dans le monde par TF1 International.

## Synopsis
Au début du XXe siècle, les dirigeants de plusieurs fédérations européennes de football souhaitent renforcer leurs liens afin d'organiser la pratique de ce sport sur le plan mondial. Ils envisagent de fonder une Fédération Internationale de football et exposent leur projet à Frederick Wall (en) et Arthur Kinnaird, dirigeants de la Fédération anglaise, qui a édicté les lois du jeu au XIXe siècle. Les Anglais refusent de se joindre à eux. Malgré leur défiance, la FIFA est créée à Paris en mai 1904. Dans ses statuts, la FIFA déclare reconnaître une seule fédération par pays et se réserve le droit d'organiser des rencontres internationales.
En 1924, le Français Jules Rimet dirige une FIFA fragilisée par la Première Guerre mondiale. Il souhaite mettre sur pied un championnat du monde de football ouvert aux professionnels et reçoit le soutien de l'ambassadeur d'Uruguay Enrique Buero (de), dont le pays veut marquer le centenaire de son indépendance. L'Uruguay organise et remporte la Coupe du monde de 1930. La FIFA traverse des difficultés financières à la suite du krach de 1929 et son secrétaire général Cornelis Hirschman démissionne en 1931. L'année suivante, la fédération déménage son siège à Zurich. Au cours des années 1930, la FIFA est confrontée à la montée du fascisme. Rimet considère que les valeurs de la fédération sont diamétralement opposés à ces idées. Les compétitions sont interrompues durant la Seconde Guerre mondiale. Le premier tournoi d'après guerre est organisé au Brésil en 1950. La Fédération anglaise a intégré la FIFA et l'équipe d'Angleterre participe à sa première Coupe du monde. Lors de l'enterrement de Jules Rimet, mort en 1956, sa fille Annette évoque la destinée de l'initiateur de la Coupe du monde, qui a dirigé la FIFA durant 33 ans.
En 1964, la FIFA est dirigée par l'Anglais Stanley Rous, qui confie au Brésilien João Havelange, alors membre du CIO, que le monde du football n'est pas prêt à élire un président qui ne soit pas né en Europe. Durant sa campagne, Havelange promet d'augmenter le nombre de places en Coupe du monde attribuées aux sélections de la Confédération africaine. En 1974, il est élu président de la FIFA, notamment grâce aux suffrages des fédérations du continent africain. Après le vote, il affirme que l'avenir du football se situe en Afrique, en Amérique et en Asie. Le suisse Sepp Blatter, recruté en 1975 en tant que directeur des programmes de développement, négocie un partenariat avec la firme Coca-Cola et un contrat de sponsoring avec l'équipementier Adidas en vue de la prochaine Coupe du monde. Blatter s'inquiète de l'attribution du Mondial 1978 à l'Argentine, dirigée par une dictature militaire, mais Havelange estime qu'au-delà des controverses, le football peut rassembler et consoler les peuples. Blatter confie à Horst Dassler ses projets d'organiser la Coupe du monde sur de nouveaux continents, et de développer le football féminin. En 1981, João Havelange nomme Sepp Blatter secrétaire général de la FIFA. Ce dernier doit faire face aux polémiques secouant l'institution. Durant la Coupe du monde de 1994, organisée aux États-Unis, le président Havelange annonce à Blatter que ce dernier lui succédera un jour. Le brésilien ajoute que son départ devra se dérouler dans le calme et de façon honorable.
En 1998, Sepp Blatter est élu président de la FIFA. Il déclare que ses membres doivent se comporter de manière exemplaire. Le journaliste d'investigation Edgar Willcox l'interroge au sujet des soupçons de corruption datant de l'époque Havelange et affirme à Blatter que celui-ci, en tant que secrétaire général, ne pouvait les ignorer. Le suisse lui répond que toutes les organisations comprennent des gens honnêtes et des traitres. Blatter est inquiété dans une affaire, qui menace sa réélection. Le comité exécutif de la FIFA lui demande de démissionner, mais il maintient sa candidature et est réélu en mai 2002. Deux ans plus tard, durant une conférence de presse, Blatter annonce que l'Afrique du Sud est désignée pour organiser la Coupe du monde de 2010.

## Fiche technique
- Titre original : United Passions
- Titre français : United Passions : La Légende du football
- Titre de travail : F 2014[1]
- Réalisation : Frédéric Auburtin
- Scénario : Frédéric Auburtin et Jean-Paul Delfino
- Décors : Philippe Chiffre
- Directeur de la photographie : Inti Briones
- Montage : Olivier Gajan
- Musique : Jean-Pascal Beintus
- Costumes : Charlotte David et Anne David

Productrice déléguée : Louisa Maurin
- Production : Louisa Maurin, Christine Gozlan
  - Producteur exécutif : David Poirot
- Sociétés de production : Leuviah Films et Thelma Films
- Pays d'origine :  France
- Langue originale : anglais
- Format : couleur - 2,35:1 - son Dolby Digital
- Genre : biographique, drame historique
- Durée : 110 minutes
- Dates de sortie[2] :
  -  Croatie,  Macédoine,  Serbie-et-Monténégro,  Slovénie : 14 juin 2014
  -  Russie,  France,  Italie,  Portugal : 3 juillet 2014
  -  Bulgarie: 2014
  -  Hongrie: 2014
  -  Turquie : 2014
  -  Hong Kong : 2014
  -  Afrique du Sud : 2014
  -  États-Unis : 2015

## Distribution
- Gérard Depardieu : Jules Rimet
- Sam Neill : João Havelange
- Tim Roth : Sepp Blatter
- Fisher Stevens : Cornelis Hirschman
- Jemima West : Annette Rimet
- Thomas Kretschmann : Horst Dassler
- Serge Hazanavicius : Robert Guérin
- Jason Barry : Edgar Willcox
- Antonio de la Torre : Enrique Buero (de)
- Richard Dillane : Larsen
- Pippo Delbono : Ottorino Barassi
- Roger Van Hool : Abel Lafleur
- Hafid Aggoune : Alcides Ghiggia
- Rabiàa Tlili : notable brésilienne
- Régis Dagory : Un proche de Sepp Blatter

## Production

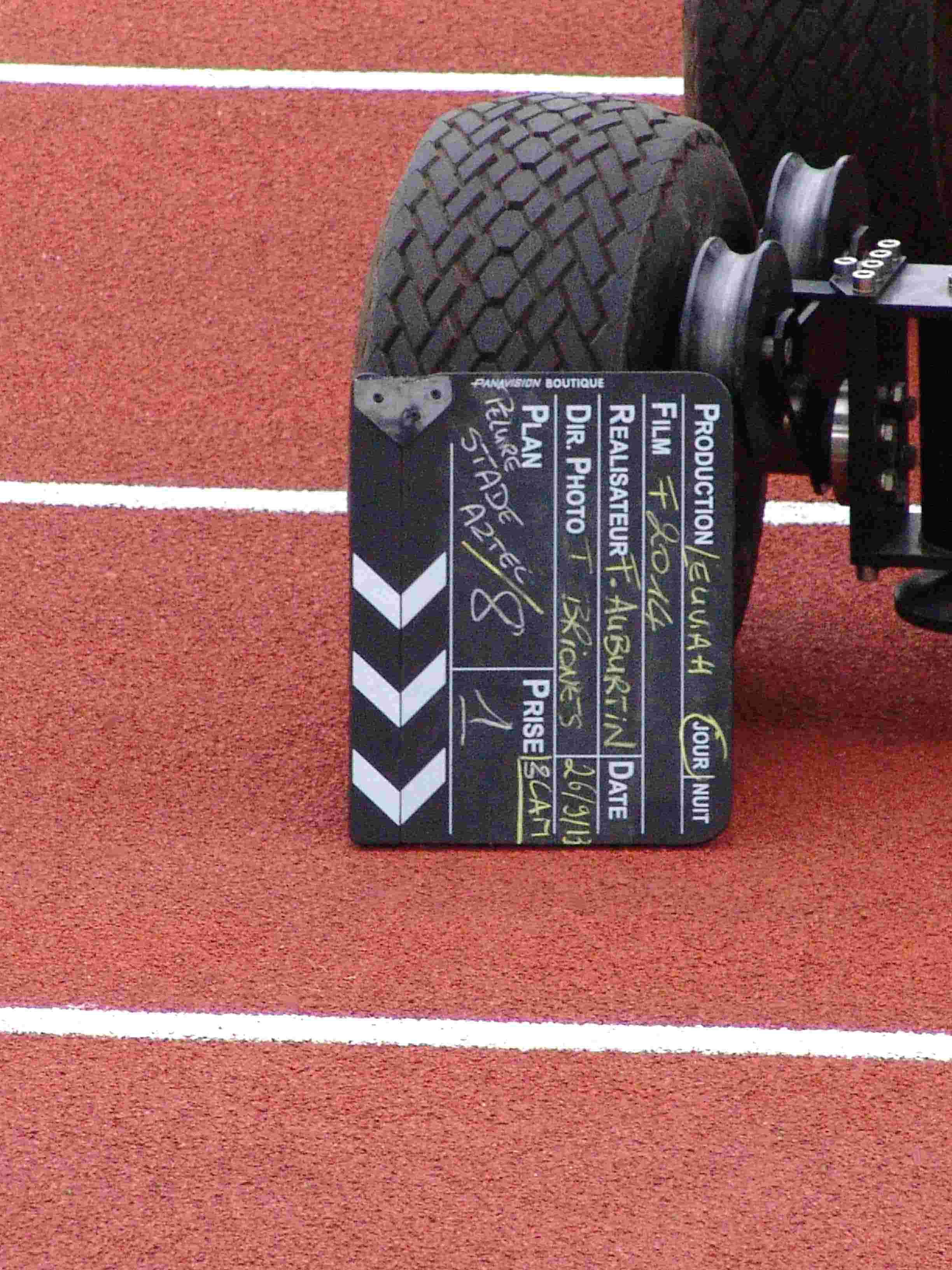
United Passions, histoire de la FIFA, clap du tournage au Stade Charléty, Paris, Leuviah-Films.
(Jordan Diow)

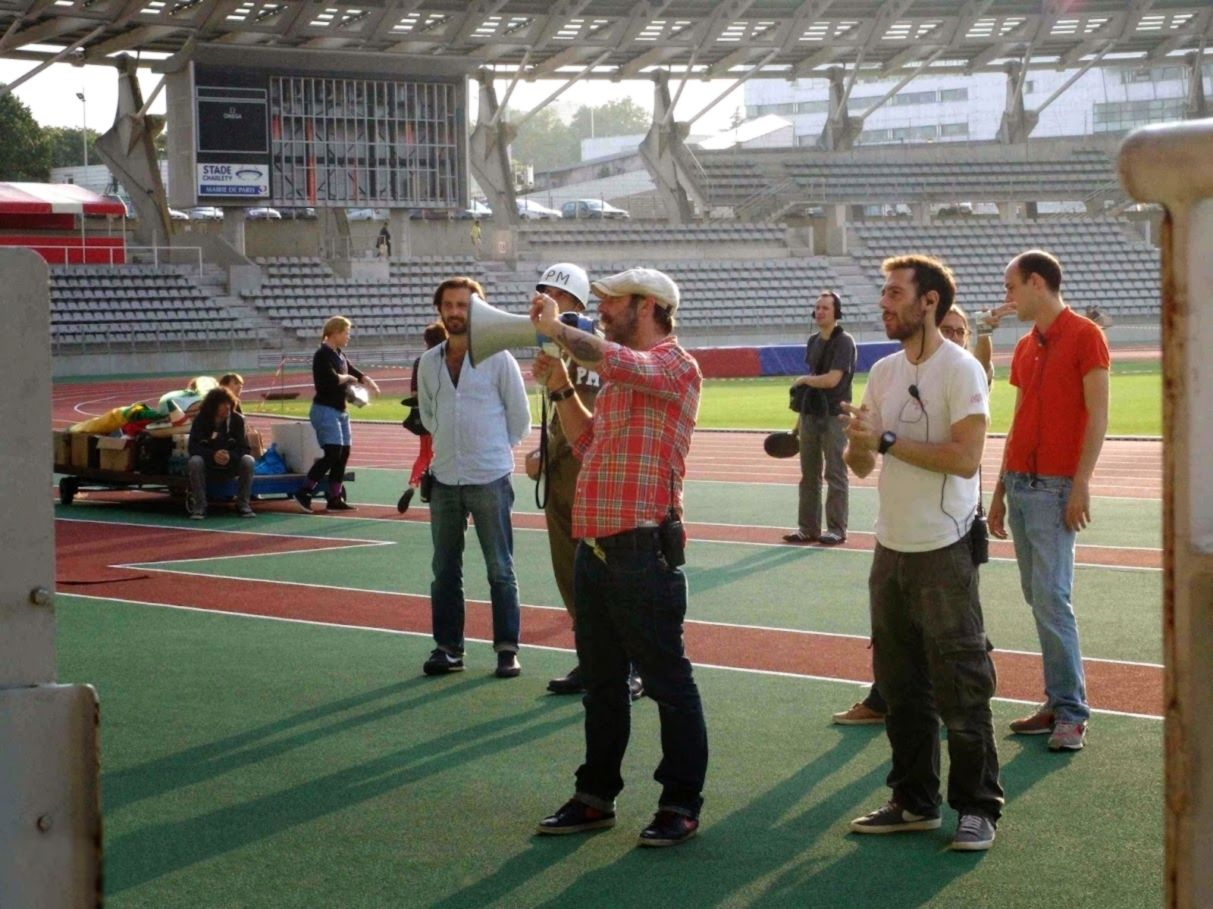
United Passions. Stade Charléty, Paris.

### Tournage
Le tournage a débuté en 2013 et s'est déroulé en France, Suisse, Brésil, et Azerbaïdjan.

## Accueil

### Sorties internationales
United Passions est projeté en avant-première au festival de Cannes 2014. Le film n'a pas été retenu dans la compétition officielle. Selon Thierry Frémaux, le délégué général du festival, « [il] n’avait pas la qualité requise », mais Gérard Depardieu, l'un des acteurs principaux, a insisté pour qu'il soit projeté dans le cadre du Cinéma de la Plage. Ceci lui permet de bénéficier du label « sélection officielle ». Le film est ensuite projeté au festival du film de Zurich. Il n'est visible en salles que dans quelques pays. En France, il est commercialisé directement en DVD. Aucune exploitation n'est prévue au Royaume-Uni. Aux États-Unis, il est projeté dans un circuit réduit de salles. La première a lieu en juin 2015. Screen Media, le distributeur américain, a choisi de présenter le film durant la Coupe du monde de football féminin, qui se tient au Canada. Il sort dans un contexte hostile, en raison de l'affaire de corruption à la FIFA, qui a éclaté quelques jours auparavant.

### Box-office
Le budget de United Passions s'élève à environ 24 millions d'euros,. La majeure partie est financée par la FIFA, et des investisseurs privés.
Selon le quotidien The Independent, en octobre 2014 il a rapporté moins de 160 000 euros,. Aux États-Unis, la recette des deux premiers jours d'exploitation dans dix salles s'élève à 607 dollars.

### Accueil critique
Lors de sa sortie aux États-Unis en juin 2015, le film est accueilli par des critiques négatives, qui dénoncent notamment la médiocrité de l'interprétation, des dialogues et de la narration. Alors que l'affaire de corruption à la FIFA fait les gros titres de la presse mondiale, les critiques soulignent le peu de crédibilité du scénario, qui présente Sepp Blatter comme un président voulant faire de la FIFA une institution exemplaire. Le New York Times le qualifie de film « le plus irregardable de mémoire d’homme ». Le site Internet Rotten Tomatoes lui donne une note de 0 %.
Au Royaume Uni, The Guardian qualifie United Passions d'« excrément cinématographique ». Le critique Jordan Hoffman estime qu'il s'agit d'un film de propagande hagiographique.